# Pleun Groot
Pleun Groot (Alkmaar, 19 september 2006) is een voetbalspeelster uit Nederland. Ze speelt als verdediger voor AZ in de Vrouwen Eredivisie.

## Clubcarrière
Groot maakte jarenlang deel uit van de jeugdopleiding van VV Alkmaar. In het seizoen 2022/23 maakte ze deel uit van het team van Jong VV Alkmaar.
Sinds het seizoen 2023/24 is VV Alkmaar overgegaan in AZ en komt Groor voor die club uit. 
Op 8 september 2023 maakte Groot haar debuut voor AZ in de Vrouwen Eredivisie in een thuiswedstrijd tegen Excelsior Rotterdam die met 1-1 gelijkgespeeld werd. Groot mocht in die wedstrijd in de 92ste minuut invallen voor Floor Spaan. In een uitwedstrijd tegen ADO Den Haag maakte Groot haar eerste doelpunt voor de Alkmaarders in een met 4-1 gewonnen wedstrijd. Op 21 januari 2025 tekende Groot haar eerste profcontract voor AZ.

## Statistieken
| Seizoen | Club   | Land      | Competitie         | Wedstrijden | Doelpunten |
| ------- | ------ | --------- | ------------------ | ----------- | ---------- |
| 2023/24 | AZ     | Nederland | Vrouwen Eredivisie | 1           | 0          |
| 2024/25 | AZ     | Nederland | Vrouwen Eredivisie | 12          | 1          |
| Totaal  | Totaal | Totaal    | Totaal             | 13          | 1          |

Laatste update: 21 januari 2025

## Interlandcarrière
Sinds 2024 komt Groot uit voor Nederland -19.
2 Caprino ·
3 De Ridder ·
4 Woons ·
5 Mol ·
6 Colin ·
7 Van der Most ·
8 De Vette ·
9 Spaan ·
10 Van Lunteren ·
11 Kroese ·
12 Blom ·
14 Op de Weegh ·
15 Groot ·
16 Booms ·
17 Zijp ·
18 Boukakar ·
20 Van Bentum ·
21 Van Uden ·
22 Thomas ·
23 Stoop ·
Copier ·
Coach: De Vogel
· Keeperstrainer: Keizer